# 瓏門

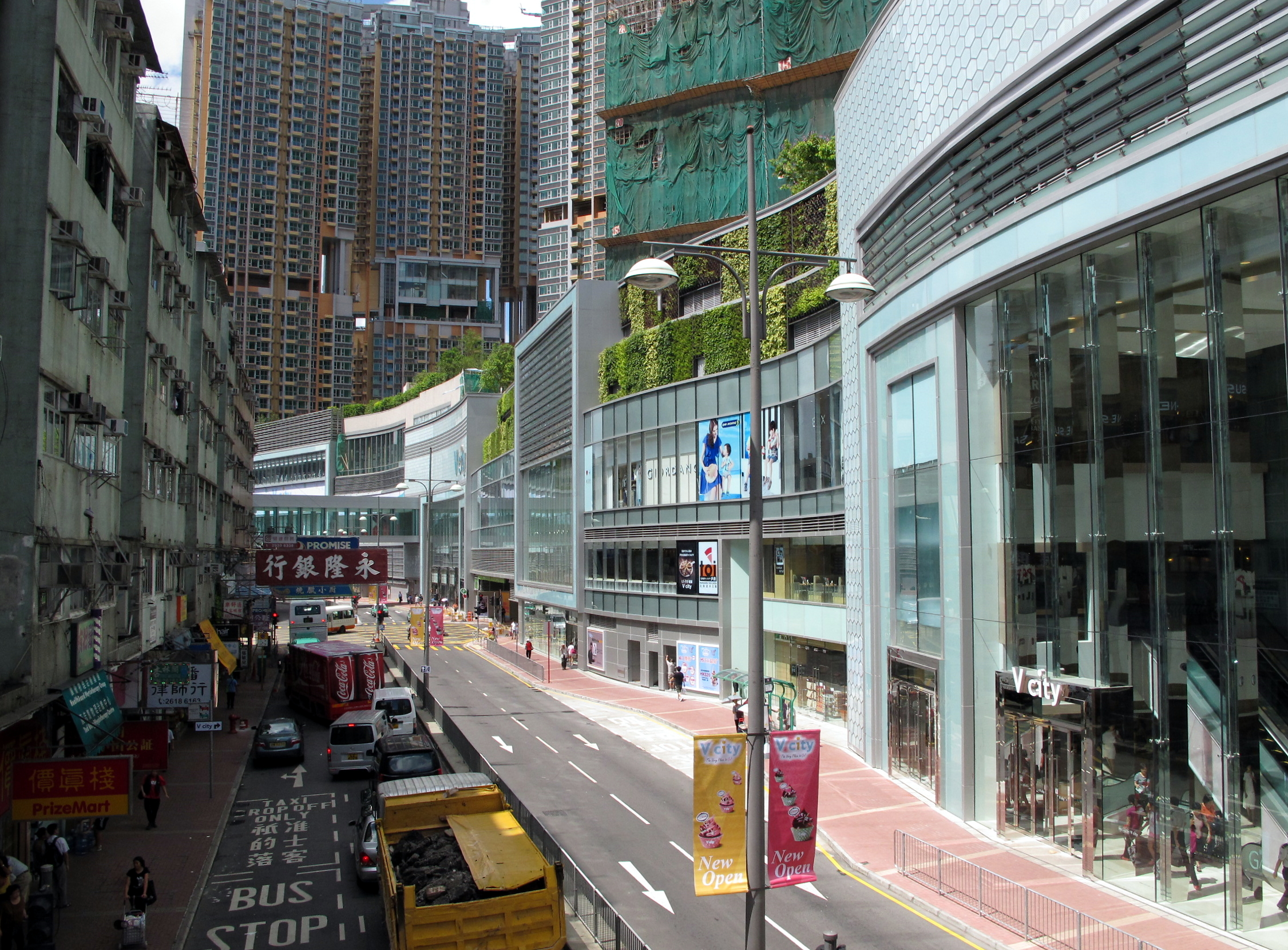
V city 商場（2013年8月）

瓏門（英語：Century Gateway）是香港新界屯門商場V city的上蓋住宅項目，旁為港鐵屯門站。該屋苑由新鴻基地產及九廣鐵路公司（以屯門物業發展有限公司名義）發展（港鐵公司代為監督及管理），是九廣鐵路公司在兩鐵合併前，最後一個批出的上蓋發展項目。項目由呂元祥建築師事務所設計，新鴻基地產旗下怡輝建築興建，第一期於2013年8月入伙，第二期於2014年9月落成。

## 簡介
瓏門位處港鐵屯門站旁，是該站的地產發展項目；基座及底層為大型購物商場V city及公共運輸交匯處，毗鄰屯門市中心及新墟。項目分兩期發展，合共提供2,011個單位。第一期於2013年8月落成，總共有4座大廈1,075個單位，標準單位面積約500至1,400方呎，逾半數為3、4房大單位，亦提供約24個特色單位，迎合高收入人士，面積由約1,600至3,000方呎。2012年8月，項目正式開售，其中特色戶呎價由18,000至27,000元，而分層戶則介乎9,500至13,000元，兩房單位入場價約655萬元，造價創屯門分層住宅新高指標。「瓏門效應」亦帶動區內多個私人屋苑升幅驚人，二手成交價創97以至屯門分層住宅新高。

## 歷史
此屋苑原址為新發邨及屯門遊樂場，於2002年因九廣西鐵工程而拆卸。
2005年，九廣鐵路公司首次推出此項目招標，但只有長江實業入標，最終因補地價過高而流標。
2006年，此項目再度收集意向書，共接獲12份意向書；至同年7月的招標階段，則接獲4份標書，最終由新鴻基地產中標，為兩鐵合併前最後一個批出的九鐵上蓋物業。
此屋苑最終於2013-14年間分期落成入伙。

## 建築

### 第一期

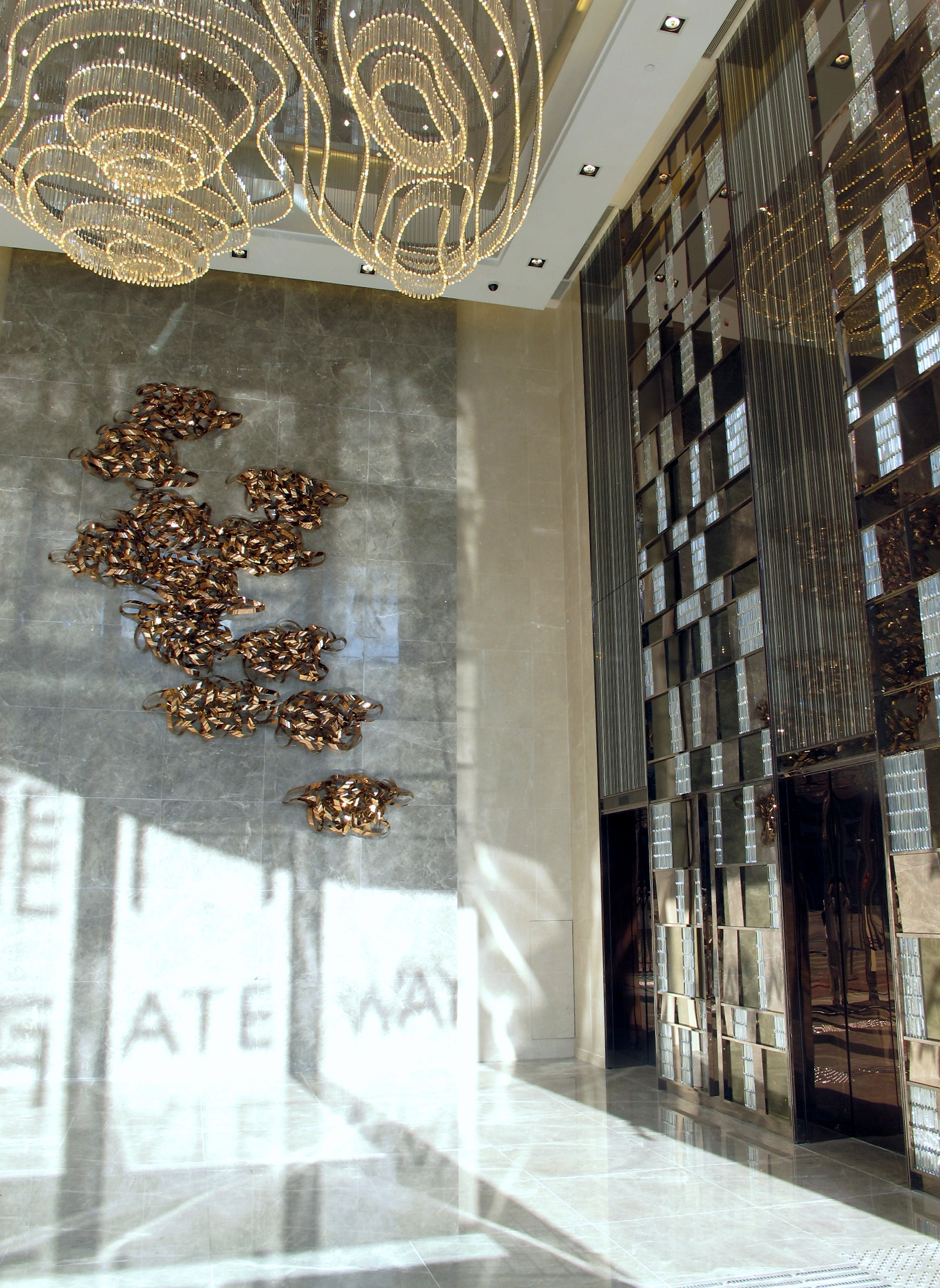
地下入口大堂採用高樓底設計，天花及外牆裝設不少水晶燈，盡顯豪華氣派

瓏門的四座大樓分別名為：第1座摩天瓏、第2座朝日瓏、第3座映月瓏及第5座觀星瓏。住宅大樓樓高由31至37層，為同區最高的建築物。項目提供多款由一房至四房的間隔，主打兩房及三房，切合不同買家需要。各座樓層數分別為：第1座（36層）；第2座（31層）；第3座（32層）；第5座（37層），所有單位均享開揚景觀。第1座至第3座的大部分標準單位樓層用每層8伙設計，第5座則為每層10伙。*當中第1期項目間隔多樣，提供約10款不同的屋則。

#### 標準單位
第1期以3房單位為主，佔此期供應約四成半，面積由746至982平方呎，內裏可細分為3房、3房（連套房）、3房（連套房）及儲物室，並以3房（連套房）及儲物室的供應最多。此類間隔多以直廳設計，主人睡房及2個細睡房分置於大廳兩旁，賣點是2個細睡房以非結構牆設計，可打通應用。
2房戶佔供應逾四成，面積由600至635平方呎，分布於各座。與3房戶設計類同，長直廳堂配合一大一細的睡房，少有走廊位。項目亦設少量1房及4房單位，1房設於第5座F室，只得35伙，佔1期總數的3.2%。此類罕有單位面積478呎，以套房設計，長直大廳外連露台，睡房及廚房置於大廳兩旁，而廚房則外連工作平台。而4房單位設於第1座B及G室，1,110及1,128平方呎，主人睡房以更設弧形窗戶，可望屯門公園景致。

#### 特色單位
瓏門第1至3座各有1間瓏門天池屋，命名為「總統樓層」。當中最大的「瓏門天池屋」1期供應只得3間，位於第1至3座47至48樓連天台，建築面積約2,642方呎（實用面積約2,162呎），連平台泳池約1,540方呎，採用5房3套房間隔，望屯門公園及赤鱲角機場海景，現時實用面積呎價約3.25萬元，單位總價約7,100萬元。

### 第二期
第二期命名為「瓏門II」，由3座大樓組成，共提供911個單位。第6, 7, 8座分別名為「乘風瓏」,「鑽景瓏」和「端雲瓏」。 項目提供提供一房至四房間隔，一房單位分佈於第6及8座，約60伙，佔整個樓盤約6.5%；主打的兩房單位則設約540伙，佔整體約六成；三房一廁、三房一套單位則分別提供約60及約150伙，佔樓盤約6.5%及16%；分層單位最大為四房一套，分佈於第7和8座，約60伙，約佔6.5%。用料方面亦有提升及增加。2期所有三、四房單位都會採用1期，只有部分四房戶才設的德國廚房配套電器品牌Gaggenau及部分單位所設有的酒櫃。
2期內亦特別設有40個特色單位，分佈於每座的頂層及平台，約佔總數4%。最高兩層稱為「總統樓層」，提供16個特色單位。「總統樓層」單位包括三個頂層連泳池及三個頂層連按摩浴池。實用面積由820至1964方呎，較一期之894至2048方呎略細。

### 樓宇
| 樓宇名稱（座號） | 門牌號碼         | 入伙年份       | 期數 | 樓宇層數（住宅層數） | 單位數目（伙） | 建築師             | 承建商   | 提供升降機服務的廠商        | 備註                                                                   |
| ---------------- | ---------------- | -------------- | ---- | -------------------- | -------------- | ------------------ | -------- | --------------------------- | ---------------------------------------------------------------------- |
| 摩天瓏（第1座）  | 屯門鄉事會路83號 | 2012年12月31日 | 1    | 48                   | 267            | 呂元祥建築師事務所 | 怡輝建築 | 東芝（住宅） 富士達（商場） | 43層（地下、1樓至48樓），不設4、13、14、24、34及44字樓，庇護層設於20樓 |
| 朝日瓏（第2座）  | 屯門鄉事會路83號 | 2012年12月31日 | 1    | 42                   | 223            | 呂元祥建築師事務所 | 怡輝建築 | 東芝（住宅） 富士達（商場） | 38層（地下、1樓至42樓），不設4、13、14、24及34字樓，庇護層設於19樓     |
| 映月瓏（第3座）  | 屯門鄉事會路83號 | 2012年12月31日 | 1    | 43                   | 237            | 呂元祥建築師事務所 | 怡輝建築 | 東芝（住宅） 富士達（商場） | 39層（地下、1樓至43樓），不設4、13、14、24及34字樓，庇護層設於20樓     |
| 觀星瓏（第5座）  | 屯門鄉事會路83號 | 2012年12月31日 | 1    | 49                   | 353            | 呂元祥建築師事務所 | 怡輝建築 | 東芝（住宅） 富士達（商場） | 44層（地下、1樓至49樓），不設4、13、14、24、34及44字樓，庇護層設於21樓 |
| 乘風瓏（第6座）  | 屯門鄉事會路83號 | 2014年4月30日  | 2    | 47                   | 334            | 呂元祥建築師事務所 | 怡輝建築 | 東芝（住宅） 富士達（商場） | 42層（地庫、地下、1樓至47樓），不設4、13、14、24、34及44字樓           |
| 鑽景瓏（第7座）  | 屯門鄉事會路83號 | 2014年4月30日  | 2    | 45                   | 283            | 呂元祥建築師事務所 | 怡輝建築 | 東芝（住宅） 富士達（商場） | 40層（地庫、地下、1樓至45樓），不設4、13、14、24、34及44字樓           |
| 端雲瓏（第8座）  | 屯門鄉事會路83號 | 2014年4月30日  | 2    | 42                   | 294            | 呂元祥建築師事務所 | 怡輝建築 | 東芝（住宅） 富士達（商場） | 38層（地庫、地下、1樓至42樓），不設4、13、14、24、34及44字樓           |

## 會所
瓏門的會所名命為「Charter Club」，整個會所及園林佔地逾19萬方呎，由世界級室內設計師Peter Basmajian設計。會所分設南、北兩翼。南翼主要提供餐飲及宴會服務，包括休閒雅座、遊戲室、50米室外游泳池及2個總統宴會廳。位於6樓頂層的宴會廳不但能望見室外泳池，更自設獨立泳池及戶外燒烤園地。北翼會所樓高3層，主要提供25米室內游泳池、2個大型健身室、籃球場、羽毛球場、健身室、瑜伽及跳舞室、遊戲區、電影院、大型兒童遊戲室、閱讀室、4條保齡球道、桌球室等。位於7樓頂層的宴會廳，附設私家泳池連按摩池及戶外燒烤園地。
會所設2個大型健身室、4條保齡球道、6個室內外泳池、私人燒烤園地及8間不同主題的宴會廳（共3個總統貴賓房）等，位於第二座20至21樓的天際會所SKY CLUB，提供空中酒廊及空中健身室，可享屯門公園、屯門河和赤鱲角的景色。新地代理助理總經理胡致遠在東方日報之報道中表示，他相信該盤會所成本打破新界西北區住宅紀錄。

## 興建期間的圖片庫

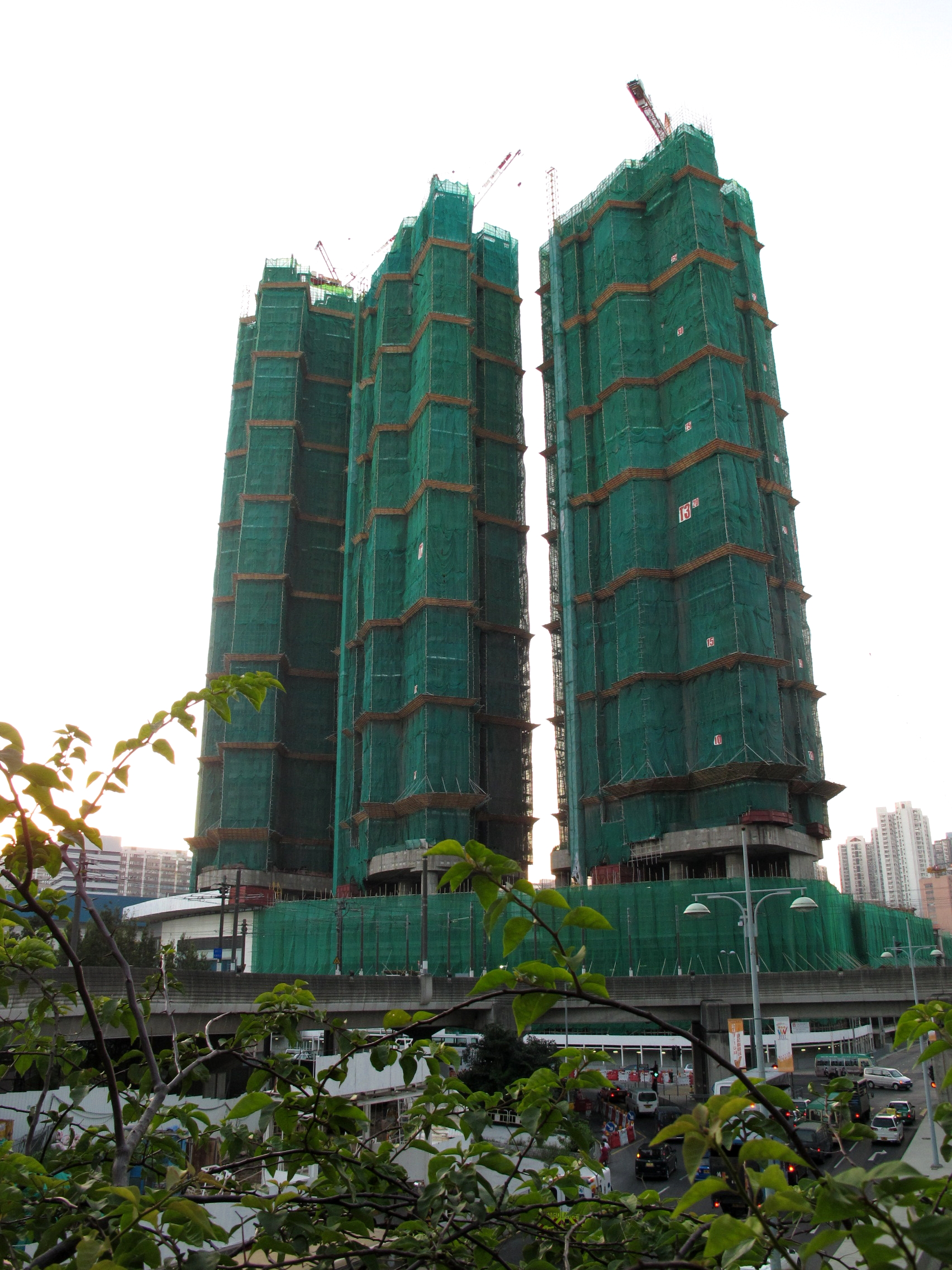
興建中的瓏門一期（2011年7月）
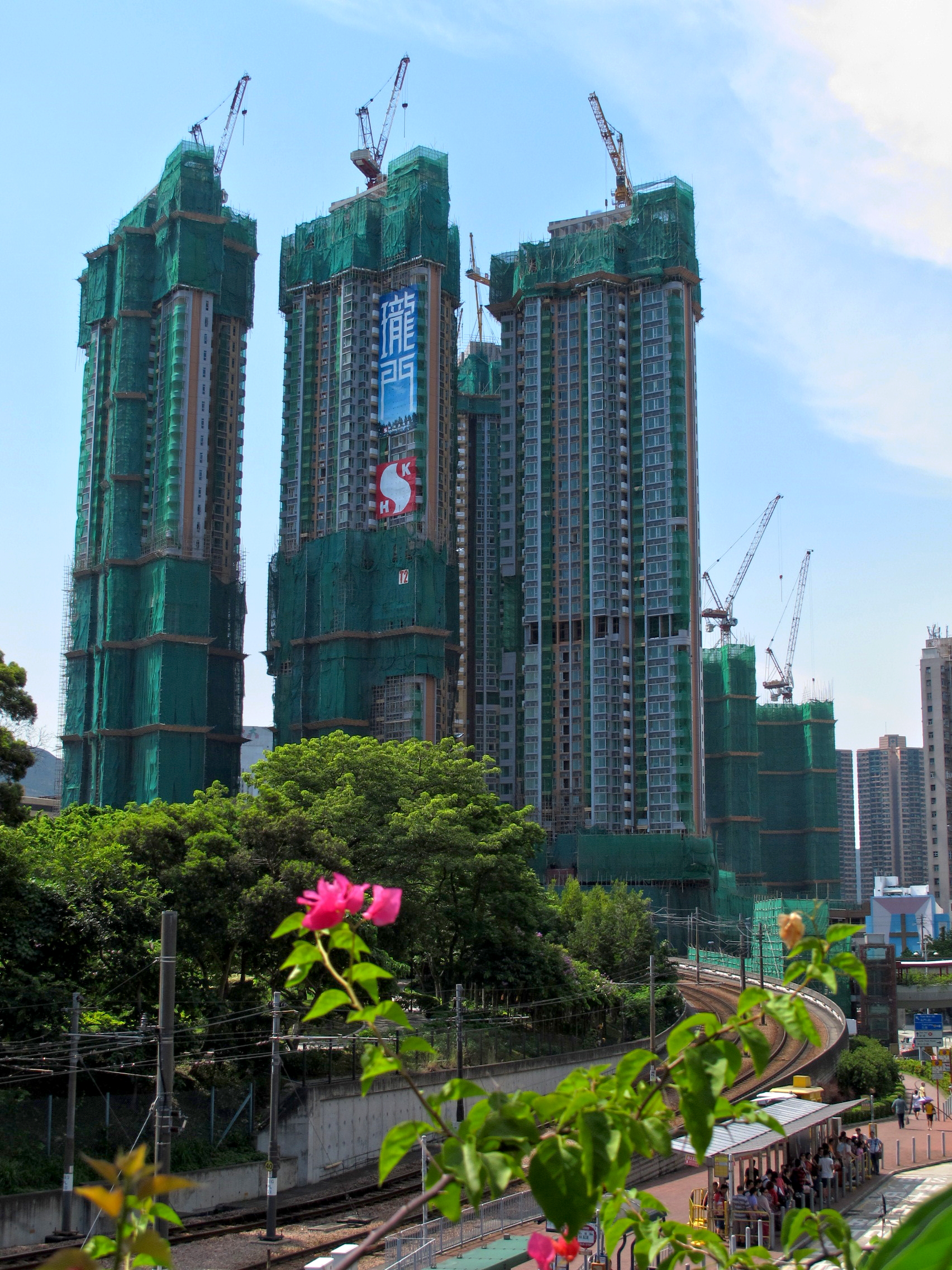
興建中的瓏門（2012年7月）
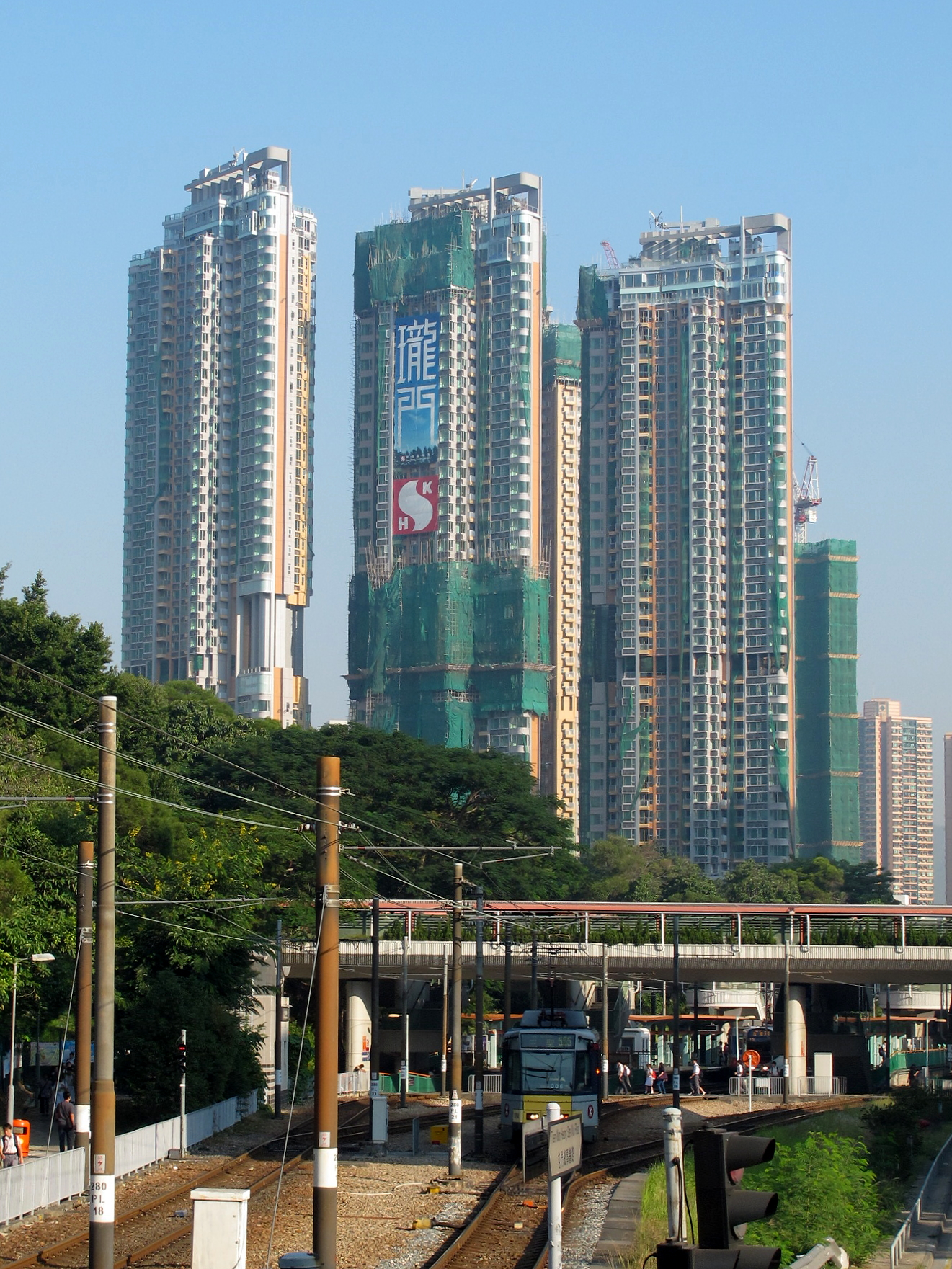
興建中的瓏門（2012年10月）
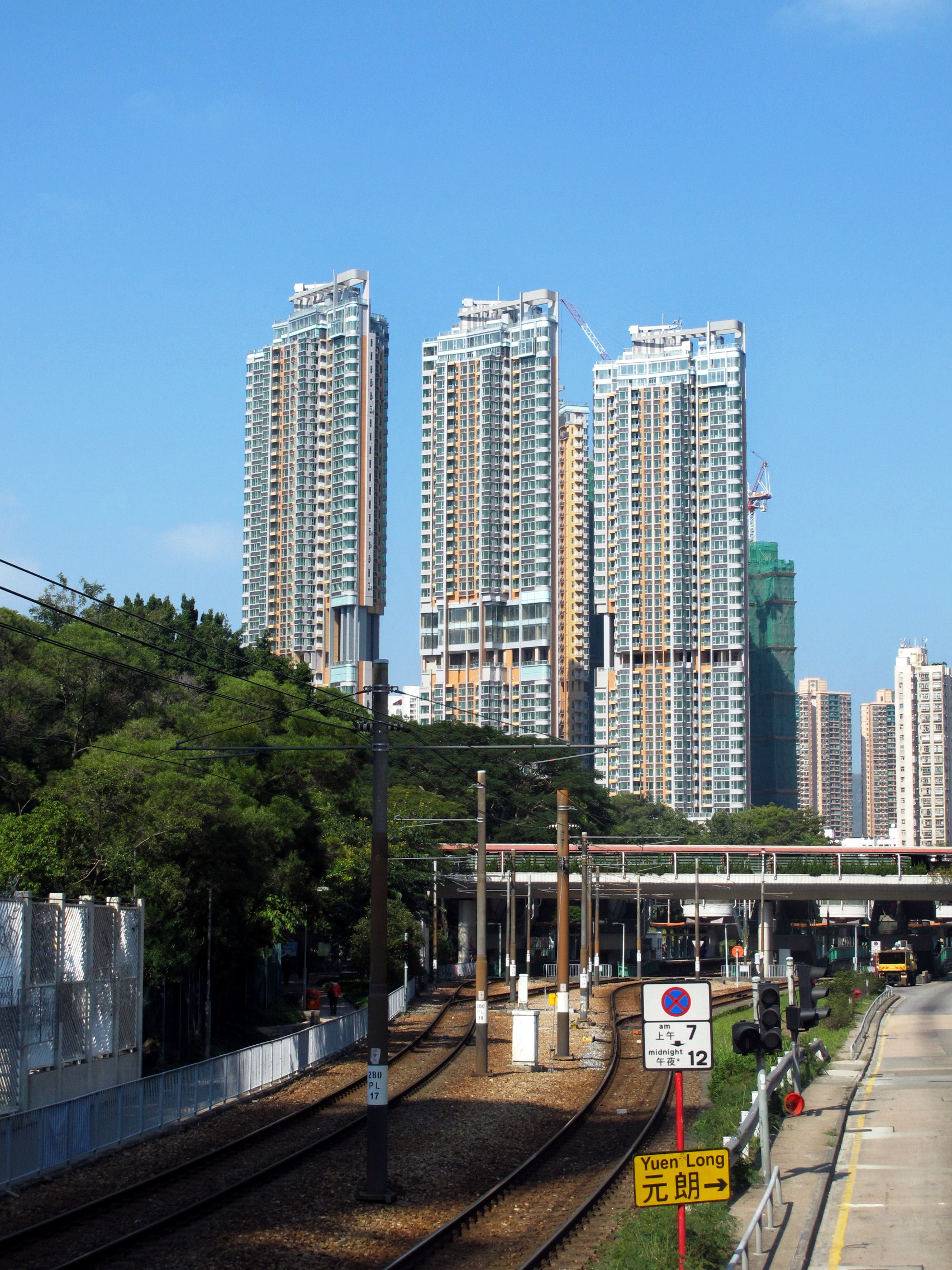
興建中的瓏門（2012年12月）

## 事件
- 2016年10月13日，第6座一高層單位發生命案，46歲女士雙手被尼龍繩綁着，倒斃在父親旁，警方及救護員經檢查後證實已經死亡。[13]
- 2018年1月17日，37歲女子跳樓自殺，警方發現一名女子倒臥平台昏迷，救護員證實已當場死亡。[14]
- 2018年4月14日，30歲印尼女子跳樓自殺，警方發現一名女子倒臥在2座與3座之間的平台昏迷，救護員證實已當場死亡。[15]

## 批評

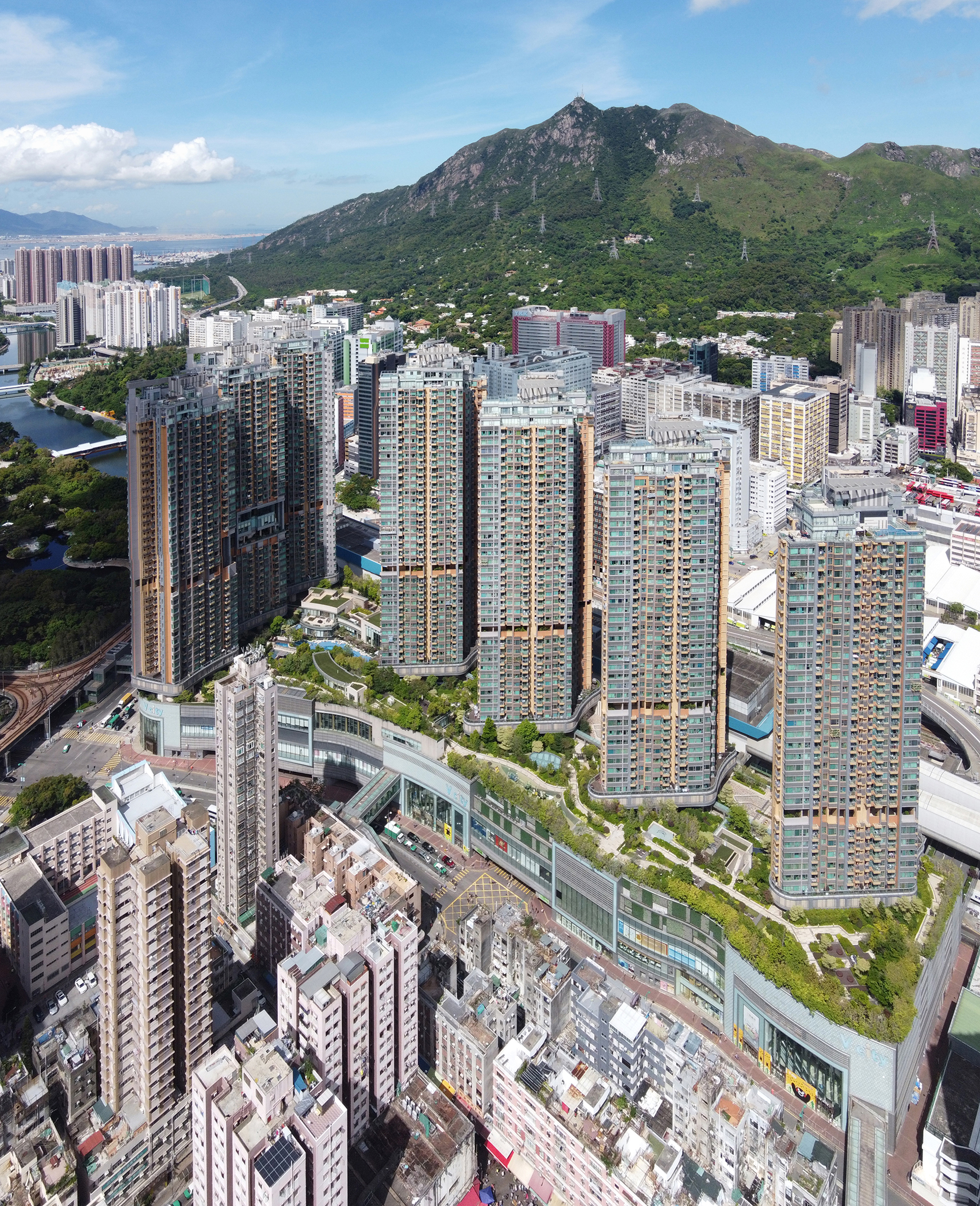
瓏門採用屏風式設計，與新墟的低樓層建築形成強烈對比

### 屏風樓效應
瓏門基座樓高3層，住宅亦採用屏風式設計，7座高密度住宅並排，與新墟的低樓層建築形成強烈對比，並影響空氣質素。

### 公共空間變屋苑私人空間
瓏門現址原為新發邨連同新墟遊樂場地皮，是屯門居民及公眾的玩樂地方。不過這塊公眾休憩用地於2001年消失後，換來的是私人屋苑及空間，只可讓瓏門業主享用。公眾只可享用商場部份，比東京、新加坡及上海等地的鐵路物業發展落後得多，公眾並沒有因新物業發展而得到生活改善。

## 途經之公共交通服務
瓏門鄰近港鐵屯馬綫屯門站，約35分鐘可達尖東站或尖沙咀站，約37分鐘可達紅磡站，同時毗鄰西部通道、屯門公路、青山公路及屯門至赤鱲角連接路、港珠澳大橋，往返香港市區約30分鐘、香港國際機場約14分鐘。前往深圳約20分鐘、珠海及澳門約35分鐘。而發展商與永東直巴合作，住戶首年獲提供半價乘車折扣優惠。永東方面會提供各種直通車往返中港兩地，其中大型巴士班次每日達100班，上客處設於項目基座V city商場地下。

## 鄰近建築
- 彩星工業大厦
- 堅基工業大廈
- 美基工業大厦
- 屯門消防局
- 屯門市廣場
- 屯門市鎮公園
- 錦華花園
- 康麗花園

## 外部連結
- 瓏門官方網頁
- 瓏門二期官方網頁 （页面存档备份，存于）
- 瓏門業主討論區
- 瓏門facebook群組